# Ordine militare di San Giorgio
L'Ordine militare di San Giorgio venne istituito nel 1452 dall'Imperatore Federico III per ringraziare il Senato della Repubblica di Genova dell'accoglienza ricevuta durante la sua sosta in città mentre si recava a Roma per esservi incoronato. 
Ne furono insigniti diversi senatori e l'imperatore volle che ne fosse, in perpetuo, Gran maestro il Doge (il primo fu Pietro Fregoso). 
La sua insegna consisteva in una «croce di rosso colore, senza adornamento alcuno».